# XHY-TDT
XHY-TDT, más conocido como SIPSE Televisión, Es una estación de televisión mexicana ubicada en la ciudad de Mérida, Yucatán, México. Habría sido parte del conglomerado mediático ubicado en el sureste mexicano, Grupo SIPSE.

## Historia
El 31 de enero de 1963, Andrés García Lavín y Emilio Azcárraga Vidaurreta montaron una estación de televisión a través de la frecuencia del Canal 3, aunque el título de concesión del canal fue expedido el 3 de abril de 1963 a nombre de Televisora de Yucatán, S.A., propiedad del mismo García Lavín fundada en 1962.
Fue el primer canal de televisión en el sureste del país. En un principio, el canal operaba en el Canal 3, con una potencia de 18.5 KW.
Desde sus inicios el canal contó con una alianza con Telesistema Mexicano y posteriormente con Televisa que se ha ido reforzando con el paso de los años.
El 3 de julio de 1969, se expidió un nuevo título de concesión que autorizaba la potencia a 35.2 KW.
Mientras el 16 de diciembre de 1992, se autorizó hacer el cambio del Canal 3 al Canal 2. Tiempo después se autorizó aumentar la potencia a 76.5 KW.
Durante sus primeros años, la estación fue simplemente identificada como Canal 3, pero luego se adquirió la costumbre de cambiar la imagen del canal al iniciar el año nuevo. Llegó a ser identificado en 1984 como "El Canal de las Estrellas", meses antes de que XEW-TV adoptara ese nombre.
El 1 de noviembre de 1994, finalmente el Canal 3 se transfirió al Canal 2 para dejar espacio libre al Canal 4, el cual sería la repetidora de XHGC-TV, señal de Televisa.
Al ser Canal 2, simplemente así se identificaría como nombre comercial, pero en el transcurso del tiempo adoptó como nombre SIPSE Televisión. 
En 2012, adquirió el término 2012 Televisión, además de realizar cápsulas sobre la cultura maya y un cambio en su logotipo. 
El 2 de diciembre de 2013 el canal cambió su nombre por Gala TV Mérida, al ser el fruto de las nuevas negociaciones entre Grupo SIPSE y Televisa.
El 9 de julio de 2014 el canal inició operaciones en Televisión Digital Terrestre usando en el formato virtual al Canal 2.1, y en el formato físico, el Canal 25.
Apegado a las disposiciones del Instituto Federal de Telecomunicaciones, el canal cesó sus transmisiones en analógico el 31 de diciembre de 2015 tras 52 años de emitir en ese espectro, con 11 minutos de atraso respecto a lo que marcaba la ley.
El 25 de octubre de 2016, tras la homologación de los canales, Gala TV Mérida adoptó la señal virtual 9.1 en la televisión abierta.
El 3 de febrero de 2017, Gala TV Mérida se transformó, de nuevo, en SIPSE Televisión sin sufrir cambios en su programación, mismo día en el que se oficializa su transmisión en alta definición.
En ese mismo año tras la incorporación del canal Gala TV en el subcanal 5.2, se reinicio como SIPSE Television, para incluir programación local rellenando la programación de Foro Tv que después se trasladó al 5.3 y producciónes de Univisión. Posteriormente Televisa terminó relaciones con Grupo Sipse en Yucatán y Quintana Roo después de más de 50 años.
El 9 de julio de 2020, Grupo SIPSE anunció su alianza con Grupo Multimedios para transmitir la programación de Canal 6 a partir del 13 de julio.

El 13 de julio, a las 6 de la mañana, al terminar el himno nacional en los canales XHY-TDT 9.2 y XHCCU-TDT 8.2, se pusieron barras de colores, horas después, estos canales pasaron al 6.1 y empezó emisiones con la programación de Multimedios Televisión.
El 12 de marzo de 2021, se intercambió a sus canales virtuales SIPSE Televisión al 8.1 y el NU9VE se pasó a su canal original al 9.1.
La señal se encuentra en las frecucencias canal 25 virtual 8.1 en yucatan y canal 28 ... canal 8.1 para quintana roo